# 天草市立棚底小学校
天草市立棚底小学校（あまくさしりつ たなそこしょうがっこう）は、かつて熊本県天草市倉岳町棚底にあった公立小学校。

## 沿革
- 1875年（明治8年）6月1日 - 棚底尋常小学校開設
- 1904年（明治37年）5月 - 棚底尋常高等小学校と改称
- 1908年（明治41年）4月 - 棚底尋常小学校と改称
- 1912年（明治45年）4月 - 棚底尋常高等小学校と改称
- 1941年（昭和16年）4月1日 - 棚底国民学校と改称
- 1947年（昭和22年）4月1日 - 棚底村立棚底小学校と改称
- 1955年（昭和30年）7月1日 - 町村合併で、倉岳村立棚底小学校と改称
- 1960年（昭和35年）4月1日 - 町制施行で、倉岳町立棚底小学校と改称
- 2006年（平成18年）3月27日 - 市町村合併により天草市立棚底小学校に改称
- 2008年（平成20年） - 宮田小学校、浦小学校と統合し倉岳小学校となる